# Route de l'Avenir
La Route de l'Avenir, également appelée Souvenir Louis Caput est une course cycliste française qui se déroule au mois d'avril. Elle met aux prises uniquement des coureurs juniors (17/18 ans). Elle se déroule sur deux étapes, une étape en contre-la-montre puis une course en ligne.
La course est la version junior du Tour de l'Avenir.

## Palmarès
| Année     | Vainqueur             | Deuxième         | Troisième        |
| --------- | --------------------- | ---------------- | ---------------- |
| 2000      | Benoît Vaugrenard     | Philippe Gilbert | Andy Lespinasse  |
| 2001-2002 | Pas de course         |                  |                  |
| 2003      | Kristof Vandewalle    | Tom Leezer       | Marcel Lamberts  |
| 2004      | Michiel Van Aelbroeck | Michel Kreder    |                  |
| 2005      | Frederiek Nolf        | Stijn Joseph     | Florian Auberger |
| 2006      | Étienne Pieret        | Tim Declercq     | Willem Dendooven |
| 2007      | Fabien Taillefer      | Jorg Pannekoek   | Thomas Bonnin    |